# 保罗·洛马米－齐班巴
保罗·洛马米-齐班巴（1914年7月17日-1985年）是刚果民主共和国记者、作家。 他曾在比属刚果政府部門任職，他将比属刚果与法属刚果和其他非洲殖民地進行對比之後认为比利時當局仍然不願意讓比属刚果獨立，而其他殖民地的獨立進展已經很快了。比利时當局得知齐班巴的想法後試圖逮捕他。 他於是前往法属刚果寻求庇护。 